# 格雷山
75°1′S 136°42′W / 75.017°S 136.700°W
格雷山（英語：Mount Gray）是南極洲的山峰，位於瑪麗伯德地的麥當勞高地西南部，處於赫爾冰川東面、厄倫施拉格爾海崖以北4公里，由美國的研究隊發現。